# Lijst van berghutten in Noorwegen
Er zijn vele berghutten in Noorwegen vooral in het hooggebergte Jotunheimen en de laagvlakte Hardangervidda. Veel zijn aangesloten bij de Den Norske Turistforening. 
Hieronder volgt een lijst gesorteerd op provincie:

## Oppland
- Bøvertun fjellstugu
- Fannaråkhytta
- Gjendebu
- Gjendesheim
- Jotunheimen Fjellstue
- Juvasshytta
- Krossbu
- Leirvassbu
- Raubergstulen
- Rondvassbu
- Sognefjellshytta
- Spiterstulen

## Telemark
- Haukeliseter
- Kalhovd
- Mogen

## Hordaland
- Sandhaug
- Litlos

## Finnmark
- Gargia
- Suolovuopmi
- Joatkkajavri
- Nedre Mollisjok Fjellstue
- Mollešjohka
- Gárdin / Ravnastua
- Šuošjavri
- Jergul
- Láhppoluoppal